# 浦頭引揚記念平和公園
浦頭引揚記念平和公園（うらがしらひきあげきねんへいわこうえん）は、日本の長崎県佐世保市にある公園。

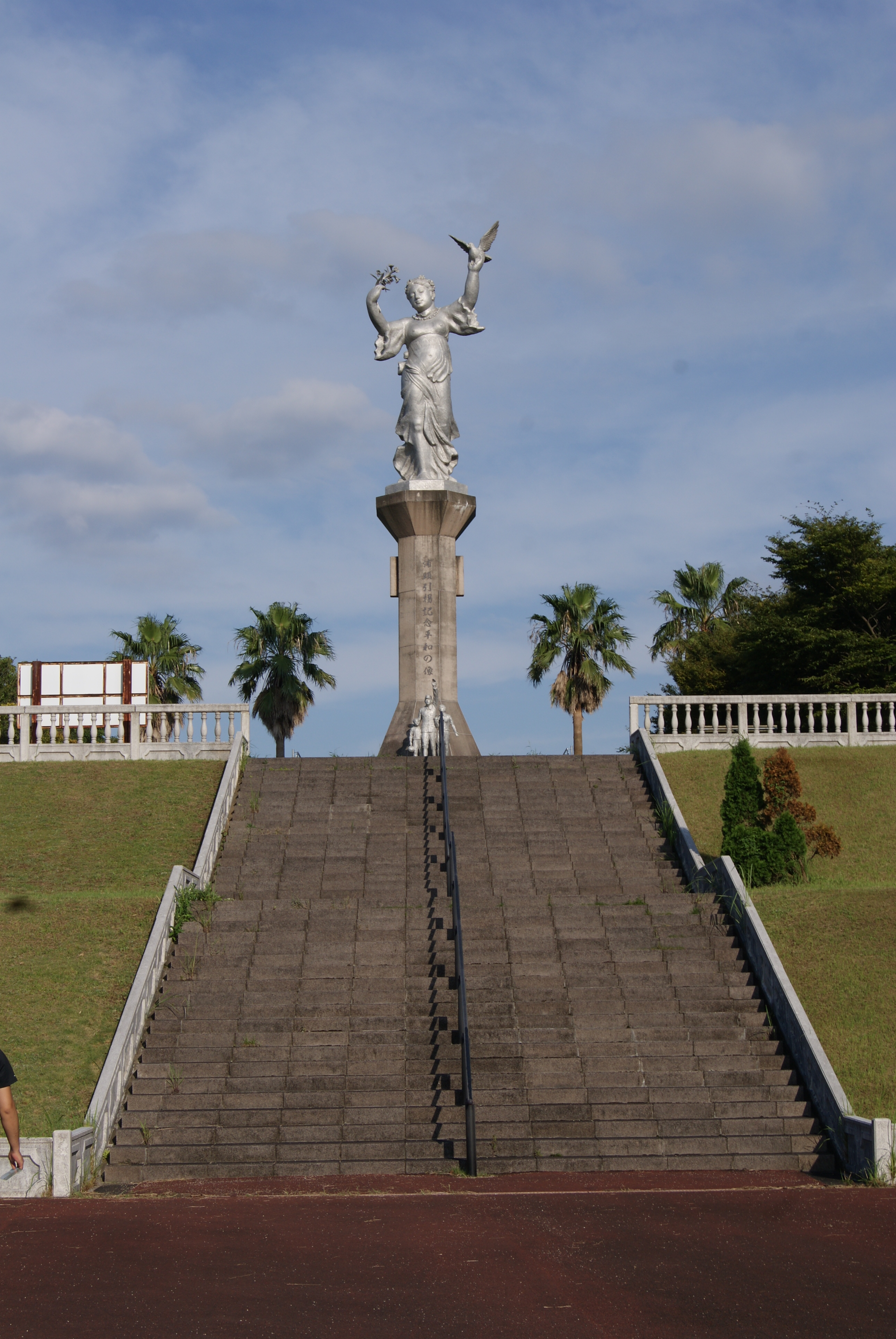
浦頭引揚記念平和公園

## 概要
公園のある針尾島浦頭の地は、第二次世界大戦終結後、海外から日本国内に引揚げる日本人の受け入れ場所の一つとして厚生省佐世保引揚援護局の検疫所が置かれ、1945年（昭和20年）10月から1950年（昭和25年）4月まで約139万人の引揚者が浦頭埠頭に到着した。
引揚者は当地から引揚援護局本所がある旧針尾海兵団（現在のハウステンボスの場所）まで約7kmを徒歩移動して諸手続きの後、国鉄大村線南風崎駅から引揚列車によりそれぞれの郷里へ戻った。
引揚げが終息し引揚援護局が閉鎖されてから約30年を過ぎた1980年代に入ってこの地に引揚げの歴史を記念する施設を求める声が高まり、元引揚者等からの寄付金約1億円と市費約2億5千万円を投じて旧検疫所跡地を見下ろす丘陵部に当公園が建設され、1986年（昭和61年）5月3日に開園した。同時に園内に引揚記念資料館が開館した。

## 施設

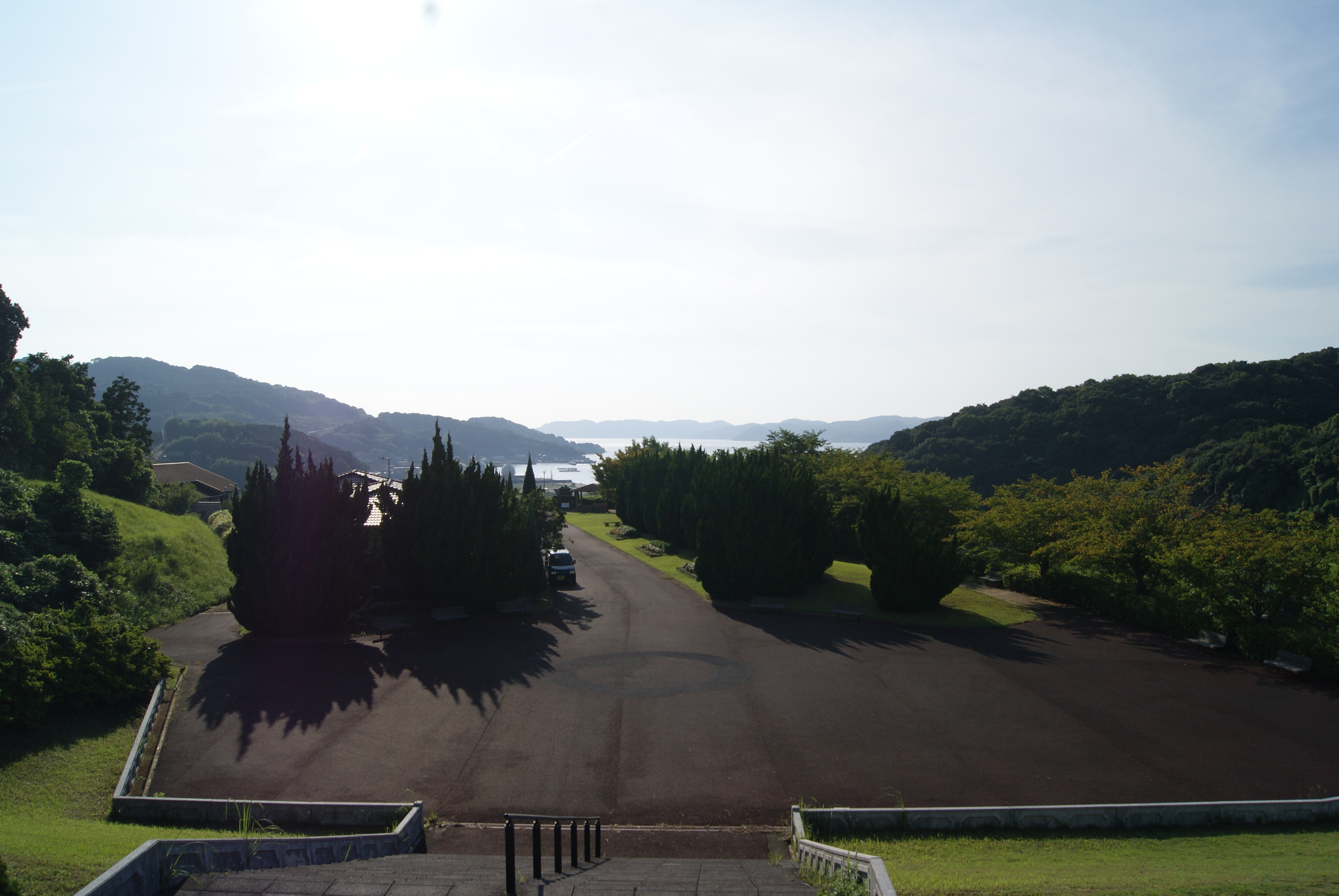
浦頭引揚記念平和公園から望む浦頭

- 所在地 - 〒859-3454　長崎県佐世保市針尾北町824
- 面積 - 33,000平方メートル
- 施設 - 引揚記念資料館、東屋、駐車場等

### 浦頭引揚記念資料館
園内にある鉄筋コンクリート平屋建ての資料館。展示室（70平方メートル）のほか、休憩ロビー、案内所、トイレ・洗面所を備える。
展示室には引揚げ経路を示す模型のほか、引揚げ当時の引揚者の着衣や日記等の所持品、引揚証明書、検疫所でのDDT消毒に用いられた器具等が展示されている。また、館外には旧検疫所消毒室の軒先部分が復元されている。
- 所在地 - 長崎県佐世保市針尾北町824番地
- 入館 - 無料
- 開館時間 - 9:00～18:00（11月〜3月は9:00〜17:00）
- 休館日 - 年末年始（12月30日～1月3日）

### モニュメント
- 引揚者像
- 平和の像
- 「かえり船」田端義夫歌唱碑

## アクセス
- 長崎空港から車で57分
- 西九州自動車道佐世保大塔インターチェンジから車で11分
- ハウステンボスから車で13分
- 西肥自動車（西肥バス）「浦頭」バス停下車（佐世保駅前より約40分）
- 佐世保駅より車で約30分、早岐駅より車で約10分（国道202号経由）